# Denis Matvějev
Denis Vladimirovič Matvějev (rusky Денис Владимирович Матвеев, * 25. dubna 1983 v Leningradu, RSFSR, nyní Sankt-Petěrburg, Rusko), je ruský kosmonaut, 580. člověk ve vesmíru. Při svém jediném kosmickém letu strávil polovinu roku 2022 na Mezinárodní vesmírné stanici.

## Vzdělání a výzkumná kariéra
Matvějev v letech 1989 až 2000 chodil ve Hvězdném městečku (Moskevská oblast) do obecné školy pojmenované po kosmonautu Vladimíru Komarovovi s hloubkovým studiem anglického jazyka. Od 10. třídy navštěvoval přípravné kurzy na Baumanově státní technické univerzitě v Moskvě a v roce 2000 zde začal studovat na Fakultě informatiky a řídicích systémů. V roce 2006 získal titul v oboru výpočetní techniky a sítí. 
Po promoci začal pracovat ve Středisku přípravy kosmonautů J. A. Gagarina ve Hvězdném městečku jako mladší výzkumný asistent a v roce 2009 se stal vedoucím inženýrem jednoho z oddělení.

## Kosmonaut

### Příprava
V roce 2010 úspěšně absolvoval potřebné testy a byl po příslušných testech 15. listopadu 2010 zařazen do Oddílu kosmonautů CPK. Po všeobecném výcviku, při němž absolvoval mimo jiné seznámení s letounem L-39 a letovou technikou, provádění letů v denních a nočních směnách, včetně zvládnutí komplexní a akrobacie, byl složil 31. července 2012 státní zkoušku a o 3 dny později mu byla udělena kvalifikace „zkušební kosmonaut“. Poté pokračoval v praktickém výcviku činností posádky při kosmickém letu, v roce 2015 začal s výcvikem k létání na transportní pilotované kosmické lodi řady Sojuz MS a jeho jméno se začalo objevovat v seznamech posádek plánovaných letů.

### Kosmický let
V květnu 2021 bylo oznámeno jeho zařazení do ruské části Expedice 67, k jejíž dopravě na Mezinárodní vesmírnou stanici byla určena kosmická loď Sojuz MS-21. Její posádku vedle Matvějeva tvořili Oleg Artěmjev a Sergej Korsakov. Odstartovali z Bajkonuru 18. března 2022, loď se k ISS připojila po 3 hodinách letu. Kromě standardní práce na údržbě stanice a vědeckých programech absolvoval celkem 4 výstupy do volného prostoru, při nichž s Olegem Artěmjevem splnili především úkoly týkající se instalace Evropské robotické ruky ERA na vnější povrch laboratorního modulu Nauka a její základní zprovoznění. Výstupy se uskutečnily 18. a  28. dubna 2022, 17. srpna a 2022 a 2. září 2022. Součet doby Matvějevových pobytů ve volném prostoru dosáhl 26 hodin a 7 minut. Matvějev s Artěmjevem a Korsakovem se ve své lodi odpojili od ISS 29. září 2022 a téhož dne přistáli v Kazachstánu po 194 dnech, 19 hodinách a 2 minutách letu.

### Po skončení letu
Roskosmos 29. července 2024 oznámil, že Matvějev téhož dne přestal být členem sboru kosmonautů. Důvody nebyly uvedeny, Matvějev však podle oznámení zůstane ve Středisku přípravy kosmonautů a zapojí se do tréninku svých bývalých kolegů před jejich dalšími lety.

## Osobní život
Matvějev je ženatý a má jedno dítě. Je vášnivým sportovcem s výkonnostními třídami v plavání a basketbalu.